# A.J. Burnett

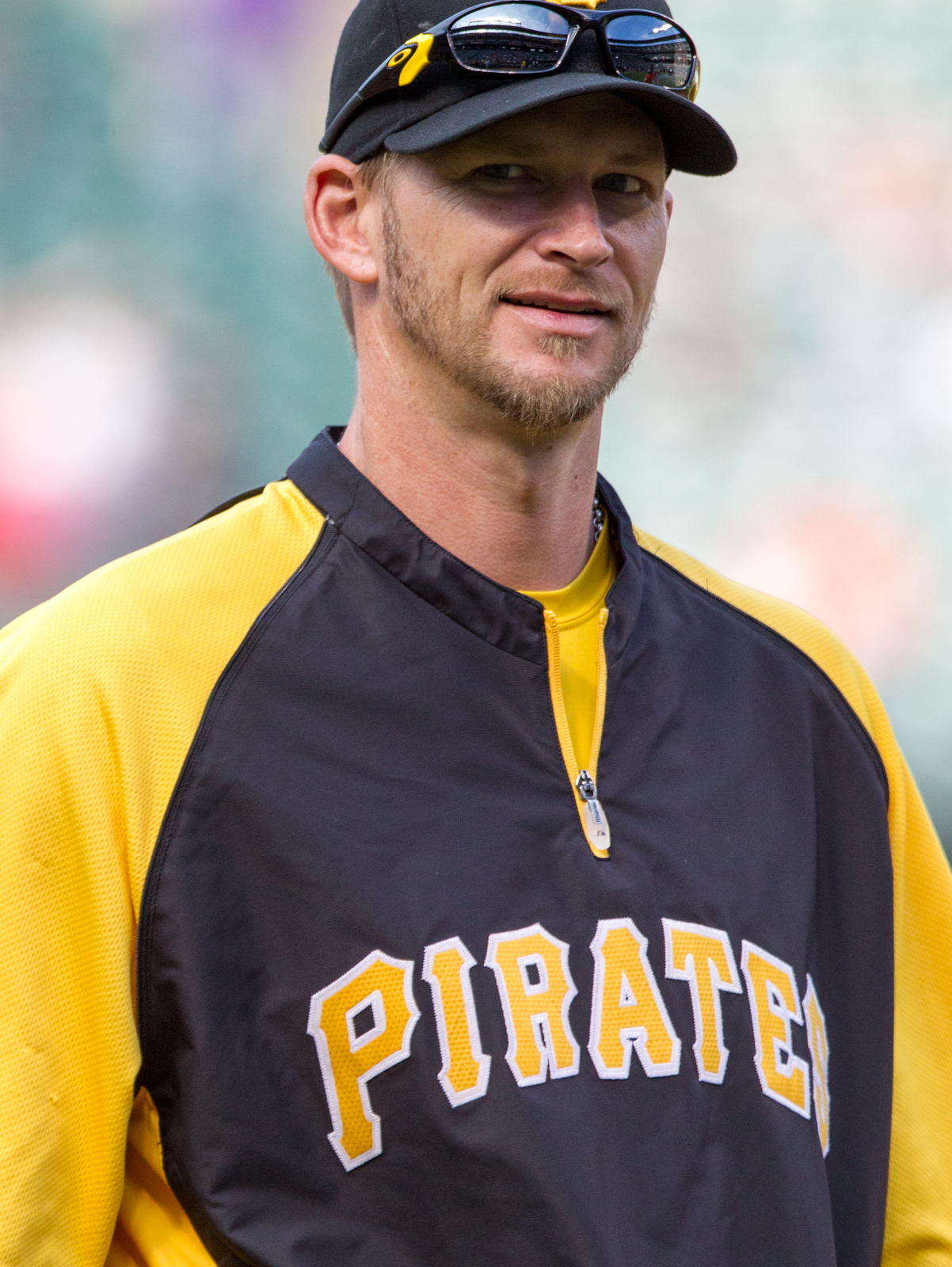
A.J. Burnett, 2012.

Allan James "A.J." Burnett, född 3 januari 1977 i North Little Rock i Arkansas, är en amerikansk före detta professionell basebollspelare som spelade som pitcher för Florida Marlins, Toronto Blue Jays, New York Yankees, Pittsburgh Pirates och Philadelphia Phillies i Major League Baseball (MLB) mellan 1999 och 2015.
Han blev draftad av New York Mets i 1995 års MLB-draft.
Burnett vann en World Series med New York Yankees.